# سهول ایکس۷
سهول ایکس۷ یک کراس‌اوور اندازه متوسط است که توسط جی‌ای‌سی با برند سهول تولید شده‌است. این خودرو از لحاظ ابعادی پس از مدل ایکس۴ جای می‌گیرد.  این کراس‌اوور که ابتدا با نام جیایو ایکس۷ در سال ۲۰۲۰ به بازار عرضه شد، اساساً یک فیس‌لیفت گسترده از جک اس۷ است. در اکتبر سال ۲۰۲۰، نام این خودرو به سهول ایکس۷ تغییر یافت. تا قبل از اینکه برند جیایو کنار گذاشته شود، این خودرو برای مدتی در چین با دو نام مختلف به‌فروش می‌رسید.
این خودرو در بازار مکزیک با نام جک سی ۷ پرو و در بازار ایران با نام کی‌ام‌سی کی۷ عرضه می‌شود.
به گفتهٔ مقامات جی‌ای‌سی، علی‌رغم این‌که این خودرو در واقع یک فیس‌لیفت گسترده از مدل قبلی خود است، اولین محصول کراس‌اوور از خودروی سواری این شرکت در دوره سوم است. قیمت سهول ایکس۷ در بازار چین از ۸۹٬۸۰۰ تا ۱۱۹٬۸۰۰ یوان (~۱۲٬۶۹۶—۱۶٬۹۳۸ دلار آمریکا) است.

## مشخصات فنی

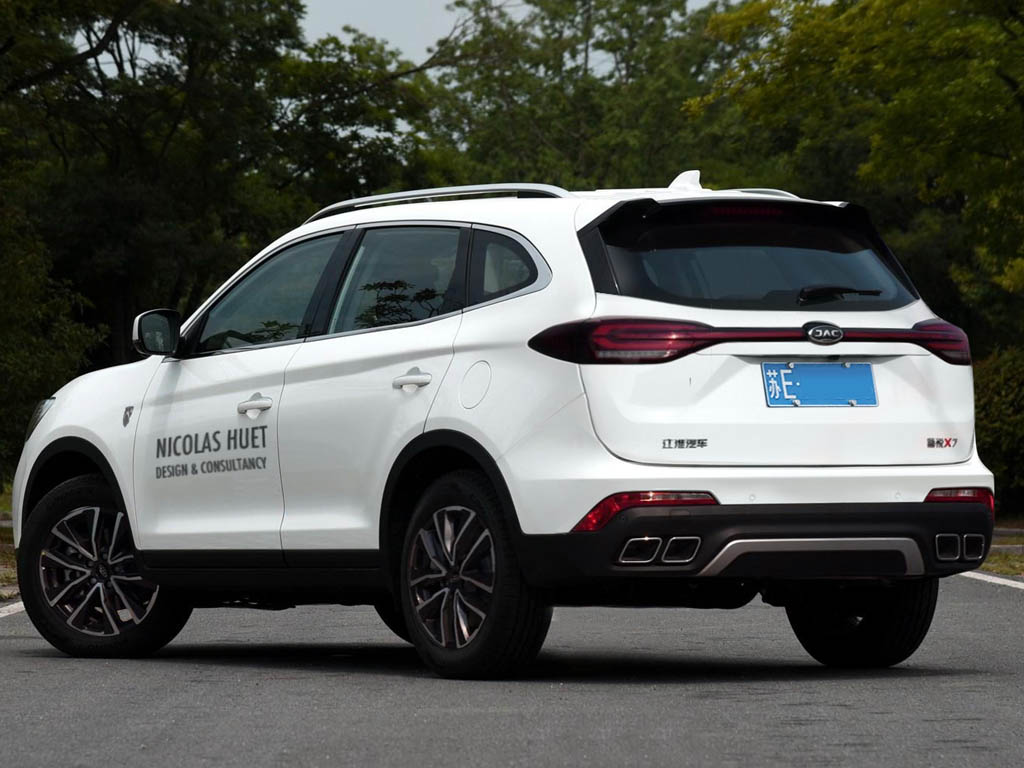
نمای عقب

سهول ایکس۷ دارای یک موتور ۱٫۵ لیتری توربوشارژر است که قدرت ۱۷۴ اسب بخار (۱۳۰ کیلووات) و گشتاور ۲۵۱ نیوتن متر (۱۸۵ پوند نیرو-فوت) است. یک موتور توربوشارژر ۲٫۰ لیتری با قدرت ۱۹۰ اسب بخار (۱۴۲ کیلووات) و گشتاور ۲۸۰ نیوتن متر (۲۰۷ پوند نیرو-فوت) نیز برای این خودرو قابل سفارش است. این موتورها با جعبه‌دنده دوکلاچه ۶ سرعته جفت می‌شوند. حداکثر سرعت این خودرو، ۱۶۰ کیلومتر بر ساعت است.

## تجهیزات ایمنی و رفاهی
سهول ایکس۷ تنها نسخهٔ ۵ صندلی دارد و به سیستم شبکه هوشمند اتومبیل جی-لینک به‌روز شده مجهز است، نمایشگر ال‌سی‌دی این خودرو ۱۲٫۳ اینچ اندازه دارد. این نمایشگر سیستم‌های iflytek car voice 3.5 و کنترل از راه دور APP، کارائوکه داخلی ماشین، نقشه‌های Gaode و تصاویر پانوراما ۳۶۰ درجه را پشتیبانی می‌کند و به یک ضبط کنندهٔ رانندگی پانوراما مرتبط است. ایکس۷ به صورت پیش‌فرض با ۱۴ سیستم پایداری الکترونیکی و سیستم‌های ایمنی اضطراری تایرهای تخت ارائه می‌شود. مدل‌های گران‌تر این خودرو همچنین مجهز به سیستم‌های هشدار خروج از خط LDWS و ترمز اضطراری خودکار AEB هستند.